# Outeiro (Cabeceiras de Basto)
Outeiro ist ein Ort und eine ehemalige Gemeinde (Freguesia) im Norden Portugals.
Outeiro gehört zum Kreis Cabeceiras de Basto im Distrikt Braga. Die Gemeinde hatte eine Fläche von 7,6 km² und 1116 Einwohner (Stand 30. Juni 2011).
Am 29. September 2013 wurden die Gemeinden Outeiro, Painzela und Refojos de Basto zur neuen Gemeinde União das Freguesias de Refojos de Basto, Outeiro e Painzela zusammengeschlossen.